# Planeta clássico
Um planeta clássico, ou planeta antigo, ou astros errantes, são planetas que foram descobertos desde a antiguidade sem o uso de instrumentos, entre esses planetas estão: Mercúrio, Vênus, Marte, Júpiter e Saturno. A Terra também pode ser considerada um planeta clássico, mas ela não era considerada um astro pelos povos antigos. Esses planetas também foram associados a deuses antigos de suas religiões, sendo adorados por diversos povos na antiguidade.
| Planeta  | Ordem a partir do Sol | Quando foi descoberto                          | Por qual povo foi descoberto |
| -------- | --------------------- | ---------------------------------------------- | ---------------------------- |
| Mercúrio | primeiro planeta      | ~3000 a.C                                      | Babilônios                   |
| Vênus    | segundo planeta       | ~3000 a.C                                      | Babilônios                   |
| Terra    | terceiro planeta      | século XVI (quando foi considerada um planeta) | Europeus                     |
| Marte    | quarto planeta        | ~2000 a.C                                      | Mesopotâmicos                |
| Júpiter  | quinto planeta        | ~2000 a.C                                      | Mesopotâmicos                |
| Saturno  | sexto planeta         | ~700 a.C                                       | Assírios e Babilônios        |

Outros planetas mais distantes como Urano, Netuno, planetas anões e exoplanetas foram observados séculos depois da descoberta dos planetas clássicos, foram descobertos por telescópios terrestres e também por telescópios espaciais. Outros astros como o Sol e a Lua também foram considerados planetas clássicos, por serem os primeiros astros observados pelos seres humanos.

## Origem
A origem desses planetas varia de teoria, de acordo com o evolucionismo, o Sistema Solar começou a surgir a 4,6 bilhões de anos, quando  a maior parte da massa teria se concentrado no centro de um futuro sistema planetário, criando o Sol; outros fenômenos também teriam acontecido na formação de planetas e satélites naturais.
De acordo com o criacionismo, algum ser teria criado todo o Universo, inclusive o Sistema Solar, a Terra e os demais planetas. O criacionismo varia de acordo com a forma de pensamento, geralmente religioso.
| Religião             | Criador                               | Tempo de criação                |
| -------------------- | ------------------------------------- | ------------------------------- |
| Judaico-Cristianismo | Deus                                  | 1 dia                           |
| Islamismo            | Alá                                   | criou a Terra em 6 dias         |
| Hinduísmo            | Brahma                                | 4,32 bilhões de anos            |
| Fé Bahá´í            | Deus                                  | 4,6 bilhões de anos             |
| Religiões Africanas  | Olorum, Obatalá, Oduduá, entre outros | Não possui um tempo determinado |

Grupos crescentes de diversas religiões criacionistas aceitam que houve um criador do Universo, mas logo em seguida a Terra e o Universo evoluíram, também aceitando o evolucionismo.